# Guillaume Desboys
Guillaume Desboys (ou Desbois ou Debois ou Dubois) est un orfèvre breton ayant exercé au XVIIe siècle en la jurande d'orfèvres de Morlaix.
Il exerce en 1600, où la preuve de la fourniture d'un calice à Plérin est attestée. Il travaille très régulièrement pour l'église Saint-Mathieu de Morlaix (1609, 1610, 1612-1613, 1620, 1633). Son travail de 1633 est le dernier connu.

## Poinçon
- Premier poinçon : lettres G et D séparées par une hermine héraldique dans une rectangle aux angles arrondis
- Second poinçon : lettres G et D séparées par un point dans une rectangle aux angles arrondis

## Réalisations
- Croix de procession de Locarn, (attribution), 1er quart du XVIIe siècle, protégée au titre objet des monuments historiques depuis le 10 février 1948[1].
- Croix de procession de Pleyber-Christ (attribution)
- Croix de procession de Trégunc
- Croix de procession de Laz
- Calice à La Roche-Maurice